# Gosefeld
Gosefeld, Gosby (dansk) eller Goosefeld (tysk) er en landsby og kommune med cirka 750 indbyggere[kilde mangler] i det nordlige Tyskland, beliggende under Rendsborg-Egernførde kreds i delstaten Slesvig-Holsten.
Kommunen ligger syd for købstaden Egernførde ved halvøen Jernveds vestlige kant. Kommunen samarbejder på administrativt plan med andre kommuner i Slien-Østersø Amt (Amt Schlei-Ostsee).
Kommunens dybeste punkt ligger ved Goos Søen. Gosefelds byvåben viser en gås samt en i byens areal beliggende dysse.

## Historie
Byen blev første gang nævnt i 1352 som Gosby, 1518 som Gosevelde og 1542 som Goseuelt. Der er dog usikkerhed om skrivemåden Gosby. Den var måske en fejlskrivning for den på halvøen Svans beliggende landsby Bosby. Stednavnet er afledt af gås (nedertysk: Goos) i betydning af gåsens mark (Gosefeld) eller gåsens by (Gosby).